# Stuyver
Die Familie Stuyver, auch Stuijver, Stuijvers und Stuever, gehörte zum holländischen Patriziat in den Städten Amsterdam und Haarlem.

## Historie

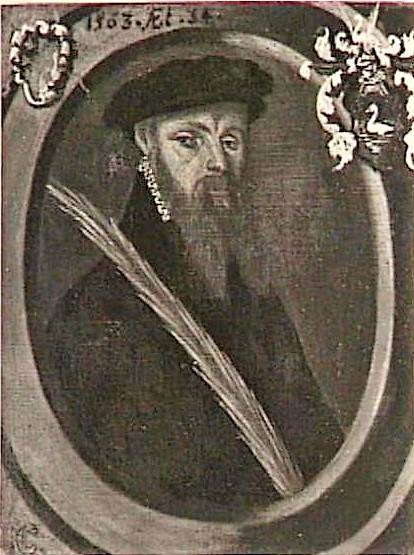
Gerrit Hendricksz Stuyver (1528–1601), Bürgermeister von Haarlem

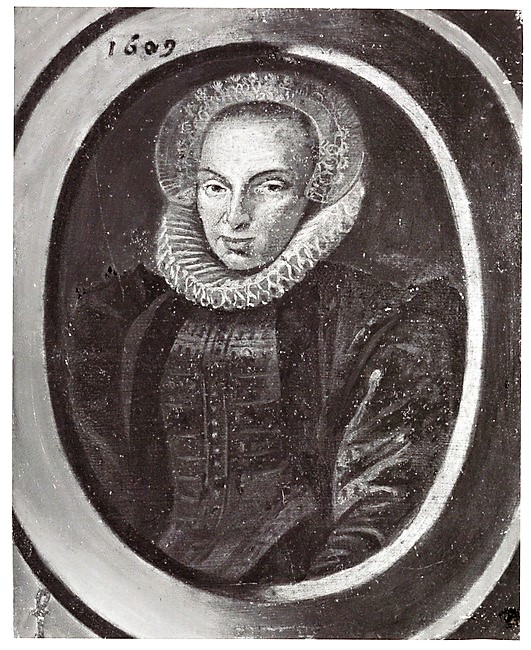
Ermgard Stuyver (1566–1616), erfvrouwe van Ravensberg

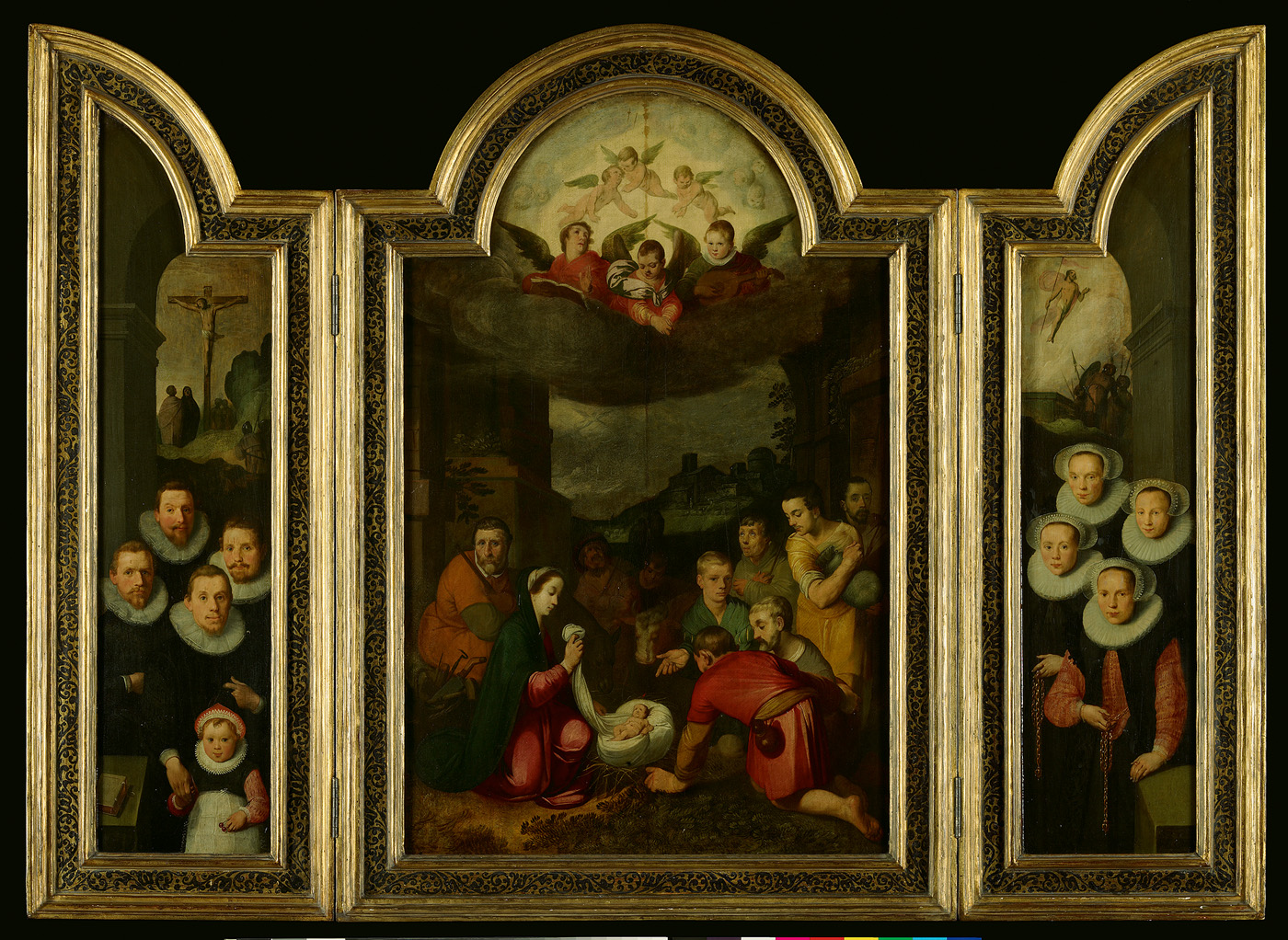
Triptychon der Familie Den Otter-Stuijver mit der Anbetung der Hirten (Gemälde von Gerrit Pietersz Sweelink aus 1601)

Die Mitglieder der Familie Stuyver waren zwischen 1583 und 1616 im Besitz der kleinen Heerlijkheid Ravensberg, einem Polder im Norden der Stadt Gouda. Heutzutage ist es ein Naturschutzgebiet. Die Linie der Familie Stuyver die Ravensberg erbte, stammte von Hendrik Dirksz Stuyver (gest. 1456), Bürgermeister von Amsterdam, ab, der mit Lobberich (de) Grebber verehelicht war, wodurch er auch den Schwan der Grebber in sein Stammwappen mit der Lilie übertrug. Deren gemeinsame Tochter Diewer Hendricksdr Stuyver, ehelichte Jan Allertsz Deyman, ebenso Bürgermeister von Amsterdam. Deren Urenkel Hendrick Gerritsz Stuyver (gest. 1538 in Amsterdam) nahm den Namen Stuyver an, den auch seine Nachkommenschaft weiterführte. Sein Sohn Gerrit Hendricksz Stuyver (1528–1601), wurde in Amsterdam geboren, war aber in 1572 Bürgermeister von Haarlem. Durch seine Ehe mit Magdalena van Ravensberg, Erbtochter von Gerrit Hendricksz, heer van Ravensberg (gest. vor 1583), einem Bürgermeister von Haarlem, gelangte deren Sohn Hendrik Gerritsz Stuyver (gest. ca. 1591) im Jahre 1583 in den Besitz von Ravensberg. Da er aus seiner Ehe mit Stintje Jacobsdr Graeff keine Nachkommenschaft hatte, ging Ravensberg an seine Schwester Ermgard Stuyver (gest. 1616) über, die mit Hillebrand Florisz den Otter, heer van Vrijenes verehelicht war. Nach ihrem Ableben wurde er mit Ravensberg belehnt. In weiterer Folge gelangte die kleine Heerlijkheid mittels Erbgang an die Van Zell, Ornia und Van Moens.

### Stammlinie (Auszug)
1. Dirk Stuyver
  1. Hendrik Dirksz Stuyver (gest. 1456), Bürgermeister von Amsterdam 1447–1448, 1452–1453, 1455, 1456; ehelichte 1450 Lobberich (de) Grebber
    1. Diewer Hendricksdr Stuyver, ehelichte Jan Allertsz Deyman, Bürgermeister von Amsterdam 1478/79
      1. Claes Gerritsz Deyman (1467–nach 1539), Rat und Schepen von Amsterdam, Bürgermeister von Amsterdam in 1510, ehelichte Elisabeth Allerts
        1. Gerrit Claes Deyman (gest. 1517), ehelichte Griete Claesdr Dirkx (gest. 1542)
          1. Hendrick Gerritsz Stuyver (gest. 1538), ehelichte Erm Dirxdr Opmeer
            1. Gerrit Hendricksz Stuyver (als Gerrit Hendricksz Deyman geboren; Amsterdam 1528–1601), Bürgermeister von Haarlem in 1572, Kunstsammler (Lucas van Leyden, Maarten van Heemskerck), ehelichte Magdalena van Ravensberg [Tochter von Gerrit Hendricksz van Ravensberg, heer van Ravensberg, gest. vor 1583; Bürgermeister von Haarlem aus seiner ersten Ehe mit Magdalena van Myerop]
              1. Hendrik Gerritsz Stuyver (gest. ca. 1591), wurde nach dem Tod seines Großvaters Gerrit Hendricksz van Ravensberg 1583 mit der Herrlichkeit Ravensberg belehnt; ehelichte Stintje Jacobsdr Graeff [keine Kinder]
              2. Ermgard Stuyver (gest. 1616), in 1601 erfvrouwe van Ravensberg, ehelichte Hillebrand Florisz den Otter, heer van Vrijenes und ab 1617 heer van Ravensberg
                1. Magdalena den Otter (1598–1637), vrouwe van Ravensberg, ehelichte Jacob van Zell (gest. 1654 in Amsterdam)
                  1. Emerentiana van Zell (1634–1662), vrouwe van Ravensberg, ehelichte Gerbrant Ornia (1627 in Amsterdam – 1692 ebenda), vrijheer van Sluiswijk und Vrijenesfe
                    1. Maria Magdalena van Ornia (1657–1674), vrouwe van Ravensberg, Gräfin van Moens, Vrijenesfe enc, ehelichte Bernardin van Moens (1641–1718), Schildknappe
                      1. Hendrik, Baron und Graf van Moens (1675–1730), heer van Ravensberg, ehelichte Lucia Emerentiana Elisabeth Françoise Delphina van Burmania (1701–1740)

              3. Lijsbet Stuyver, ehelichte Quirin de Witte
              4. Claes Stuyver ehelichte Ael van Biesten
              5. Jan Stuyver (* 1572), ehelichte Baertgen Florisdr den Otter
                1. Alida Stuyver, ehelichte Pieter Groen
                2. Elisabeth Stuyver, im Geistlichen Stand
                3. Cornelia Stuyver, ehelichte Hendrik Soutman

              6. (?) Jan Gerritsz Stuyver (* 1572 in Haarlem), ehelichte 1592 Baergten den Otter (* 1572)
              7. Cornelia Stuyver (* 1573), ehelichte Claes Florisz den Otter

    2. Maria (Marij) Hendricksdr Stuyver, ehelichte Willem Rijck, Schepen von Amsterdam in 1468

### Wappen
- Stammwappen [wie bei Hendrik Dirksz Stuyver (gest. 1456)]: Eene gouden lelie in den regter bovenhoek [Eine goldene Lilie in der oberen rechten Ecke]

- Gemehrtes Wappen [wohl ab den Nachkommen von Hendrik Dirksz Stuyver und Lobberich (de) Grebber]: In blauw een zilveren zwaan met rode bek en poten (De Grebber) en in de linken bovenhoek een Gouden lelie [In Blau ein silberner Schwan mit rotem Schnabel und Beinen (De Grebber) und in der oberen linken Ecke eine goldene Lilie]